# Rörklockor

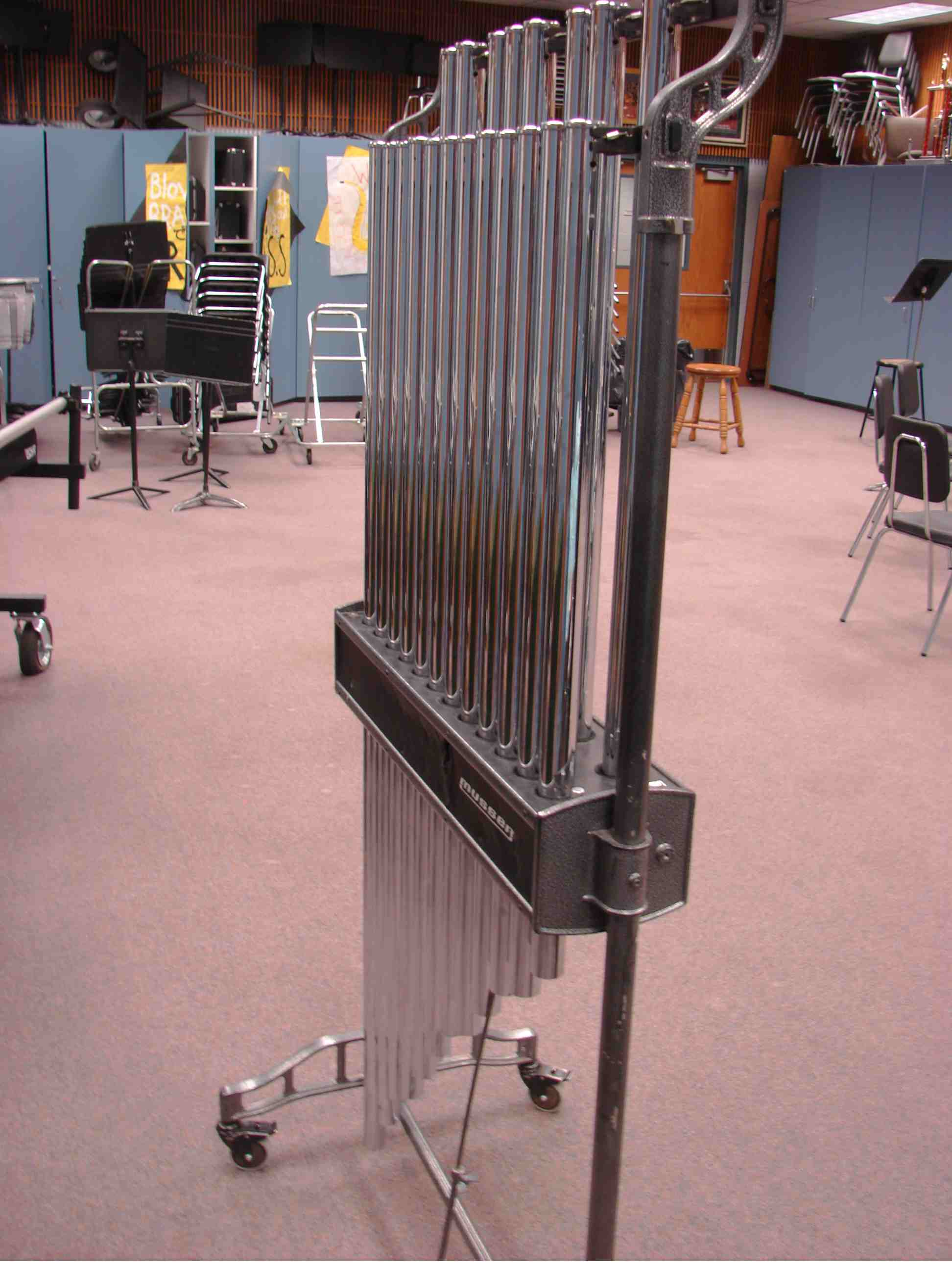
Rörklockor

Rörklockor är ett slagverksinstrument som ingår i gruppen malletinstrument.
Instrumentet består av vertikalt hängande rör stämda i olika toner och ordnade som ett klaviatur. Rören är slutna i övre änden men öppna nedtill. Man spelar på det genom att slå med klubba mot den övre kanten av röret. Med en pedal kan man reglera om tonen ska ljuda kort eller länge.
Även om rören är stämda i en ton har de många över- och undertoner och ljudets karaktär påminner starkt om kyrkklockor. Ett rörklockspel spänner oftast över 1½ - 2 oktaver.